# Bürstner
Bürstner er en tysk producent af fritidskøretøjer, både campingvogne, autocampere og mobilhomes. Bürstner har siden 1998 været ejet af tyske Hymer AG. Hovedfabrikken ligger på havnen i Kehl ved Strasbourg tæt ved den fransk-tyske grænse.

## Historie
1924 Jakob Bürstner starter et snedkerværksted.

1926 Gerard Bürstner fødes. 

1950 Gerard Bürstner overtager driften af familievirksomheden. 

1957 Bürstner tager patent på en kombineret vare- og campinganhænger. 

1958 Produktionen af Bürstner campingvogne startede.

1968 Snedkerværkstedet brænder ned til grunden. I den genopbyggede fabrik bygger der nu kun campingvogne.

1973 Firmaet "Bürstner GmbH" grundlægges.

1975 De første modeller importeres til Danmark.

1976 Udvidelse af produktionskapaciteten gennem køb af bygninger og faciliteter i Wissembourg i Frankrig.

1985 Bürstner bliver Europas største producent med en årsproduktion på 17.000 campingvogne. 

1986 Den første Bürstner autocamper forlader fabrikken. 

1995 Alt tysk produktionskapacitet samles ved havneområdet i Kehl.

1998 Bürstner opkøbes af Hymer og bliver en del af Hymer AG (ikke at forveksle med Hymer Group). 

2008 Bürstner holder 50 års jubilæum. 

2009 Bürstner introducerer Averso Plus, en campingvogn med en sænkeseng som hænger over siddegruppen oppe under loftet.

## Produktsortiment
- Campingvogne i 6 serier:
  - Premio
  - Averso
  - Averso Fifty
  - Averso Plus
  - Belcanto
  - Trecento

Campingvognene forhandles i Danmark af 16 forhandlere, primært fra Caravan Ringen.
- Autocampere i 8 serier:
  - Alkovemodeller 
    - Argos
    - Argos Plus

  - Delintegrerede modeller 
    - Travel Van
    - Nexxo
    - Solano
    - Ixeo
    - Ixeo Time
    - Ixeo Plus

  - Helintegrerede 
    - Viseo
    - Aviano
    - Elegance

Autocamperne forhandles i Danmark af Vendelbo Vans.